# Denniz Pop
Dag Krister Volle (Tullinge, 26 de abril de 1963 — Solna, 30 de agosto de 1998), melhor conhecido como Denniz Pop (estilizado como Denniz PoP), foi um DJ, compositor e produtor musical sueco. Como mentor do Cheiron Studios, ele produziu música para alguns dos maiores artistas musicais do mundo e lançou as bases para uma era de ouro sueca na produção e composição musical.

## Biografia e carreira
Volle nasceu em 26 de abril de 1963, filho dos imigrantes noruegueses Jarl Gregar Volle e Anna Volle (nascida Innstø). Em 1986, aos 23 anos, integrou a cena underground de clubes onde começou a trabalhar como DJ, passando a procurar maneiras de conectar a música popular dos clubes com a música popular tocada no rádio. Seus métodos eram vistos como extremamente controversos na época, além disso, passou a utilizar o nome Denniz Pop, sob influência de uma história em quadrinhos para o primeiro nome e acrescentando a palavra "pop" a ele. Ainda na década de 1980, ele iniciou a produção de álbuns remixados, posteriormente passou a lançamentos originais, produzindo o single "Hello Afrika" do cantor Dr. Alban em 1990. Com Tom Talomaa, Pop abriu o Cheiron Studios em Kungsholmen, Estocolmo, em 1991, e no ano seguinte recrutou Max Martin para trabalhar para o estúdio. Nos anos seguintes, ele produziu e escreveu canções para diversos artistas suecos e internacionais, incluindo Ace of Base, Backstreet Boys, Britney Spears, N'Sync, E-Type, entre outros. 
Em 1997, Pop foi diagnosticado com câncer de estômago, menos de um ano depois, em agosto de 1998, ele faleceu aos 35 anos. O vídeo musical de "Show Me the Meaning of Being Lonely" dos Backstreet Boys e a canção "A Little Bit" de  Jessica Folker, foram dedicados a ele. O álbum Last Man Standing de E-Type, contém a faixa "PoP Preludium" em uma piada a Pop. Além disso, Britney Spears dedicou seu prêmio de Melhor Canção para "...Baby One More Time" no MTV Europe Music Awards de 1999 a ele.

## Legado
Para James Ballardie da BBC, o maior legado de Pop foi ter transformado "a Suécia em uma superpotência musical global, produzindo os compositores de maior sucesso de sua geração - e de quase todas as outras -". Em 2013, O Denniz Pop Awards foi criado por ex-membros do Cheiron Studios, com o intuito de ajudar a distinguir compositores, produtores e artistas  escandinavos. Seus vencedores notáveis incluem Swedish House Mafia e Avicii. Cheiron se tornou o início de uma onda sueca de produtores e compositores de sucesso, com Max Martin como a maior estrela. Outros produtores de destaque que fizeram parte do Cheiron incluem Carl Falk, Rami Yacoub, Kristian Lundin, Per Magnusson, Jörgen Elofsson e Andreas Carlsson.